# Ryan (nome)
Ryan  è un nome proprio di persona inglese e irlandese maschile.

## Varianti
- Inglesi
  - Maschili: Rian[1]
  - Femminili: Ryana[1], Ryann[1], Ryanne[1]

## Origine e diffusione
Proviene da un cognome irlandese, derivato da Ó Riain che significa "discendente di Rían"; il nome Rían significa probabilmente "piccolo re", da rí ("re") combinato con un suffisso diminutivo. Il nome, prettamente maschile, è stato in rari casi usato anche al femminile negli Stati Uniti.

## Onomastico
Il nome è adespota, cioè non è portato da alcun santo. L'onomastico si festeggia quindi il 1º novembre, in occasione di Ognissanti.

## Persone

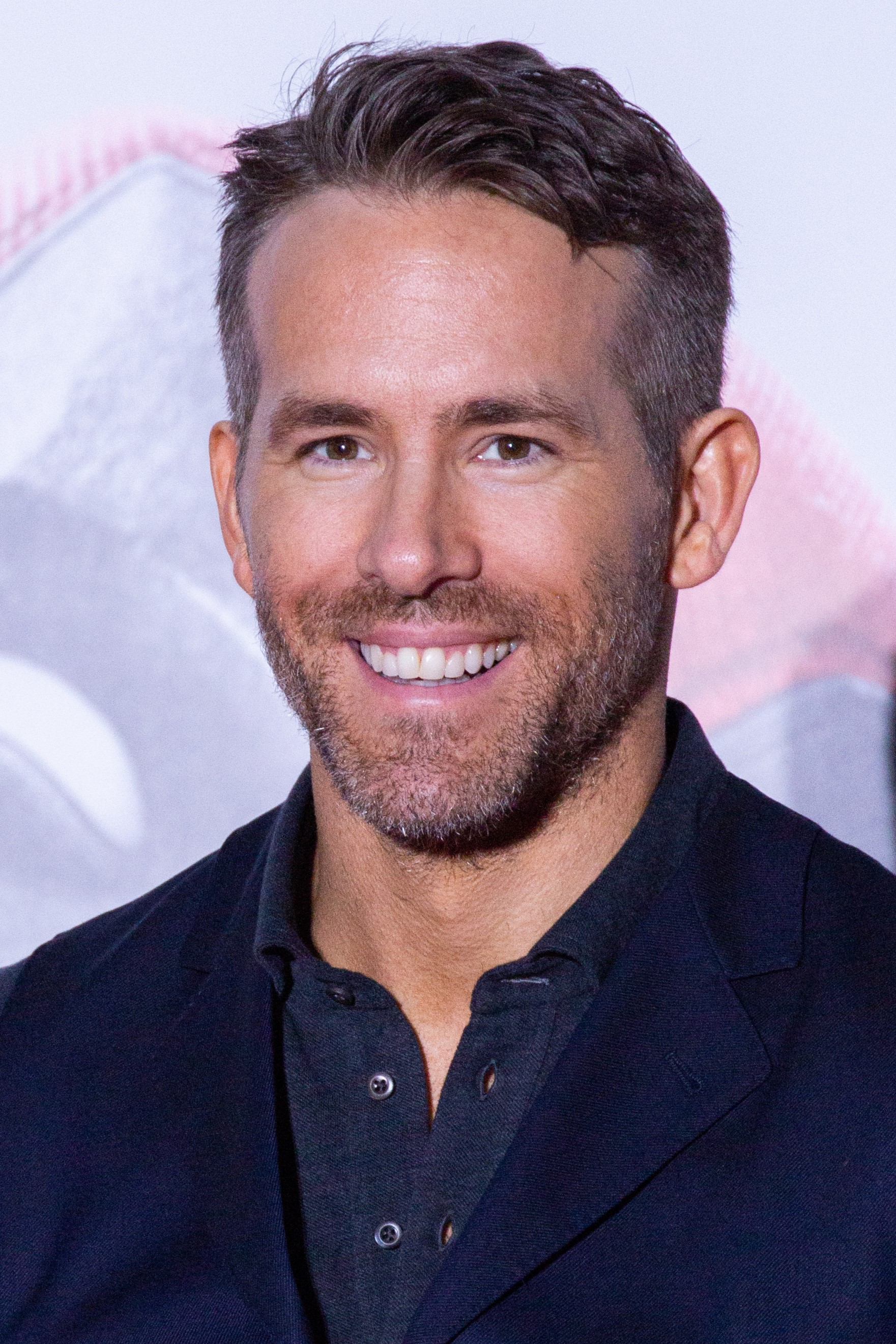
Ryan Reynolds

- Ryan Adams, cantante, chitarrista e cantautore statunitense
- Ryan Babel, calciatore olandese
- Ryan Bingham, cantautore statunitense
- Ryan Eggold, attore statunitense
- Ryan Giggs, calciatore gallese
- Ryan Gosling, attore e musicista canadese
- Ryan Harrison, tennista statunitense
- Ryan Hurst, attore statunitense
- Ryan Kelley, attore statunitense
- Ryan Key, cantante e chitarrista statunitense
- Ryan Lewis, produttore discografico, disc jockey e regista statunitense
- Ryan O'Neal, attore statunitense
- Ryan Paris, cantante e attore italiano
- Ryan Phillippe, attore statunitense
- Ryan Reynolds, attore canadese
- Ryan Tedder, cantautore, paroliere e produttore discografico statunitense

### Variante Rian
- Rian James, sceneggiatore statunitense
- Rian Johnson, regista e sceneggiatore statunitense
- Rian Lindell, giocatore di football americano statunitense

### Varianti femminili
- Ryan Newman, attrice statunitense
- Ryann O'Toole, golfista statunitense

## Il nome nelle arti
- Ryan Atwood è un personaggio della serie televisiva The O.C..
- Ryan Evans è un personaggio della saga di film High School Musical.
- Ryan O'Reily è un personaggio della serie televisiva Oz.
- Ryan Shirogane è un personaggio della serie manga e anime Mew Mew - Amiche vincenti.
- Ryan è un personaggio di A tutto reality presenta: Missione Cosmo Ridicola.